# Ponteyraud
Ponteyraud är en kommun i departementet Dordogne i regionen Nouvelle-Aquitaine i sydvästra Frankrike. Kommunen ligger i kantonen Saint-Aulaye som tillhör arrondissementet Périgueux. År 2018 hade Ponteyraud 42 invånare.

## Befolkningsutveckling
Antalet invånare i kommunen Ponteyraud
Referens:INSEE